# Jeroen Verhoeven
Jeroen Verhoeven est un footballeur néerlandais, né le 30 avril 1980 à Naarden aux Pays-Bas. Il évolue comme gardien de but au ASV De Dijk (nl).

## Biographie
Formé à l'Ajax Amsterdam, mais non retenu au moment de passer professionnel, Jeroen Verhoeven se fait connaître en gardant les buts du FC Volendam durant six saisons. Il est également la cible des spectateurs qui lui attribuent le surnom de "Pizza", en raison de son surpoids. Il afficherait en effet le poids de 110 kilos.
En 2009, il retrouve son club formateur en tant que troisième gardien.

## Palmarès
- FC Volendam
  - Champion de Eerste Divisie (D2) en 2008.
- Ajax Amsterdam
  - Champion des Pays-Bas en 2011.